# 志登支石墓群

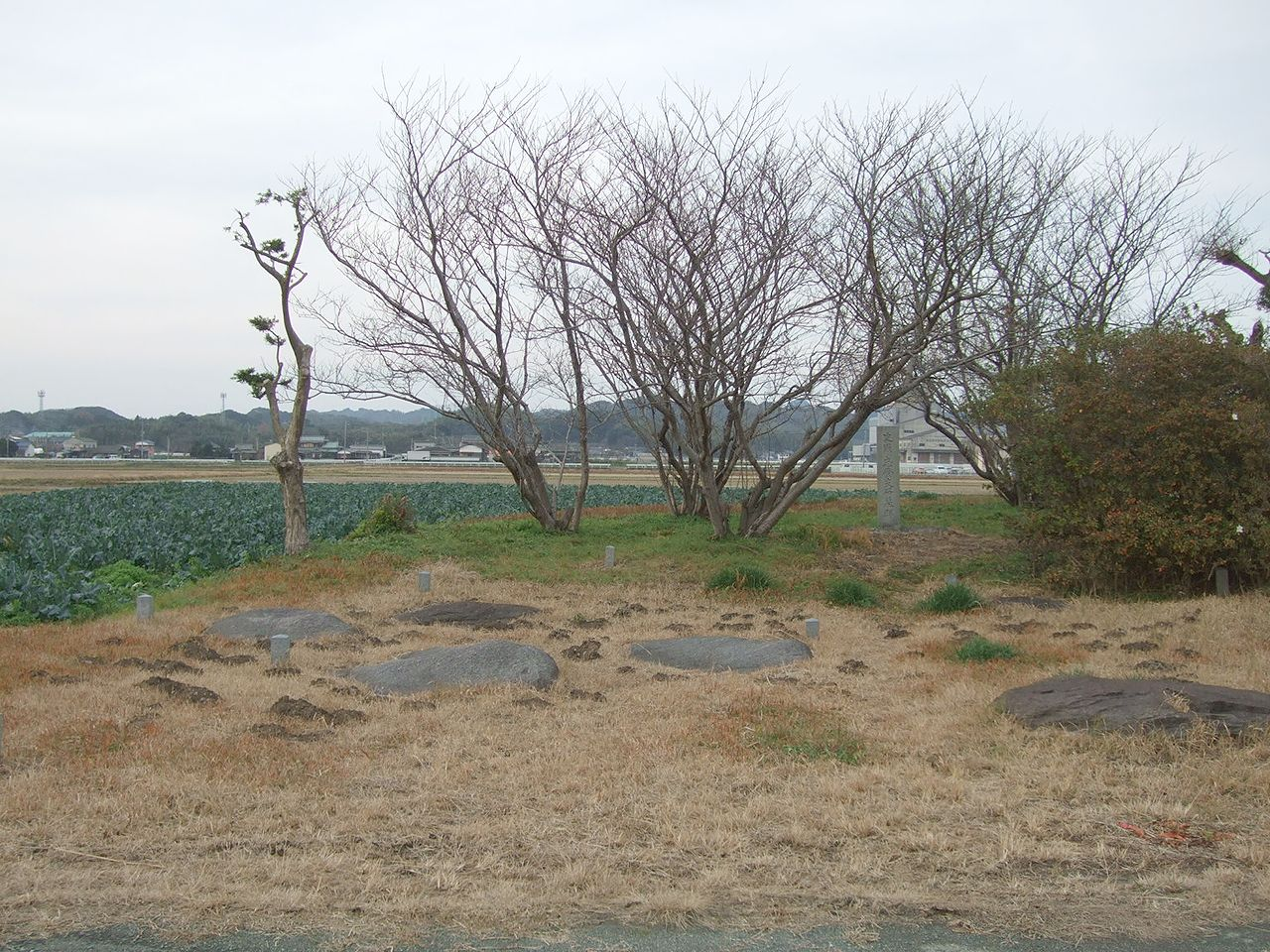
志登支石墓群

志登支石墓群（しとしせきぼぐん）は、福岡県糸島市大字志登字坂本に所在する弥生時代の外来墓制である。1954年（昭和29年）3月20日、国の史跡に指定される。

## 概要
本支石墓群は、糸島半島の付け根に広がる糸島平野を流れる瑞梅寺川左岸の沖積平野の微高地にある。
本支石墓群は、弥生時代前期～中期と推定されている。
糸島市内には、新町遺跡、志登神社遺跡、小田支石墓、曲り田遺跡、三雲加賀石遺跡、井田御子守支石墓、石ヶ崎支石墓、千里支石墓などが分布している。

### 糸島平野
糸島平野は、『魏志』倭人伝の百余国の一国と想定されている「伊都国」の所在地とする説が有力で、その王墓と推定されている三雲遺跡の甕棺墓から重圏「精白」銘鏡、重圏斜角雷文帯「精白」銘鏡、連弧文「精白」、銘鏡などの前漢鏡35面とともにガラス壁、金銅四葉座飾金具、ガラス勾玉、管玉、細形銅戈、中細銅戈などが出土している。また、弥生時代終末期の平原遺跡、九隈山古墳があり、さらに、稲作開始期の遺跡として最近調査された石崎曲り田遺跡がある。
糸島市は、古くから支石墓の上石らしい大石が、水田や畑地に散在して露出しているところである。

## 発掘調査
志登地域でも、耕地整理事業に関連して、1953年（昭和28年）に短期間発掘調査が行われ、10基の支石墓と8基の甕棺が確認され、そのうち支石墓4基、甕棺墓8基が調査された。
支石墓の石材は、上石に花崗岩や玄武岩を使い、内部は石敷き、石囲い、土壙の三種があり、それぞれ1～3石の支石で南方式（碁盤形）である。また、甕棺墓は単式棺と合口式である。

## 副葬品
副葬品は、6・8号支石墓から、打製・磨製石鏃がそれぞれ4・6本が出土したのみで、貧弱な内容であった。